# Saison 2025-2026 des Grizzlies de Memphis
La saison 2025-2026 des Grizzlies de Memphis est la 31e saison de la franchise en National Basketball Association (NBA) et la 25e saison dans la ville de Memphis.

## Draft
| Tour | Choix | Joueur       | Poste | Nationalité | Provenance                              |
| ---- | ----- | ------------ | ----- | ----------- | --------------------------------------- |
| 1    | 16    | Hansen Yang  | C     | Chine       | Qingdao Eagles (Chine)                  |
| 2    | 48    | Javon Small  | PG    | États-Unis  | Mountaineers de la Virginie-Occidentale |
| 2    | 56    | Will Richard | PG    | États-Unis  | Gators de la Floride                    |

## Matchs

### Summer League
| Summer League Total: 3-5 |

| Match | Date match | Équipe        | Score     | Meilleur marqueur   | Meilleur rebondeur | Meilleur passeur    | Lieux Spectateurs            | Série |
| ----- | ---------- | ------------- | --------- | ------------------- | ------------------ | ------------------- | ---------------------------- | ----- |
| 1     | 5 juillet  | Oklahoma City | V 92-80   | Jackson, Wells (20) | Bacot, Spencer (5) | Javon Small (6)     | Jon M. Huntsman Center 0     | 1 - 0 |
| 2     | 7 juillet  | Utah          | D 111-112 | G. G. Jackson (27)  | Cam Spencer (6)    | Mashack, Pullin (9) | Jon M. Huntsman Center 8 084 | 1 - 1 |
| 3     | 8 juillet  | Philadelphie  | D 90-91   | Tyler Burton (23)   | Tyler Burton (9)   | Aaron Estrada (7)   | Jon M. Huntsman Center 0     | 1 - 2 |

| Match | Date match | Équipe        | Score    | Meilleur marqueur  | Meilleur rebondeur | Meilleur passeur           | Lieux Spectateurs      | Série |
| ----- | ---------- | ------------- | -------- | ------------------ | ------------------ | -------------------------- | ---------------------- | ----- |
| 1     | 11 juillet | Boston        | D 78-92  | G. G. Jackson (16) | Armando Bacot (6)  | RayJ Dennis (9)            | Cox Pavilion 0         | 0 - 1 |
| 2     | 12 juillet | Portland      | V 96-86  | Jaylen Wells (23)  | Armando Bacot (12) | Phlandrous Fleming Jr. (5) | Thomas & Mack Center 0 | 1 - 1 |
| 3     | 15 juillet | Golden State  | D 84-96  | Cam Spencer (23)   | G. G. Jackson (8)  | G. G. Jackson (6)          | Thomas & Mack Center 0 | 1 - 2 |
| 4     | 17 juillet | Atlanta       | D 88-92  | Javon Small (17)   | Trois joueurs (5)  | Javon Small (5)            | Cox Pavilion 0         | 1 - 3 |
| 5     | 20 juillet | L.A. Clippers | V 105-82 | Tyler Burton (20)  | Will Magnay (8)    | Javon Small (9)            | Thomas & Mack Center 0 | 2 - 3 |

### Pré-saison
| Pré-saison Total: 0-0 (Domicile : 0-0; Extérieur : 0-0) |

### Saison régulière
| Saison régulière Total: 0-0 (Domicile : 0-0; Extérieur : 0-0) |